# Татарский дворянский род Якубовских,герба "Топор""
Якубовские татарского дворянского рода герба «Топор» ведут род от уланского казака Талуша, который в 1511 году по королевскому привелию Сигизмунда I получил пустовщину Якубовщину и Федевщину в Жижморском повете. В то время у татар ещё не существовало фамилий. Фамилия происходит от названия имения Якубовщина, легшее в основу фамилии потомков. Таким образом, эта семья имеет Заволжское происхождение (как и все татары, зачисленные в уланский призыв) и принадлежит к тем татарам благородной крови, которые добровольно переселились в XV веке из кипчака в Литву.
Сыновьями Талуша были: Касым, Курман и Дзолуш — все упомянутые в переписи литовского войска 1528-го года; внуки: Карач Касымович,Тохтамыш Курманович и Базар Дзолушевич-все фигурирующие в переписи 1567-го, как воины Уланского Знамени. Со второй половины XVl — го века Якубовских в архивных источниках проследить трудно. В военных списках 1658-го года фигурируют два брата Якубовских, эти два брата Якубовские есть два сына Абу-Бекира Хазбеевича Якубовского -Адам и Давид Якубовские(о них упоминается также в приказе о демобилизации из батальона, а также Миколай Фризе, с которым в то время были товарищами. Демобилизовались 8.08.1665 г.)
Документально подтвержденная информация о роде Якубовских относится ко второй половине XVII века.
В документах говорится, что предок этой фамилии Абу-Бекир Хазбеевич Якубовский был ротмистром полка кавалерийского и за многочисленные доблестные заслуги получил в награду от Яна Казимира Вазы 15 валок земли в Трокском воеводстве возле деревни Короногорцы, где свободно проживал на указанной земле.
С троих очередных жен имел 23 дочки и 2 сына: Давида и Адама Якубовских, которые стали основателями 2 веток этого рода. Сыновья, давая приданное своим сестрам урезали своё имущество земли и сами пошли на службу в войско Польское, что подтверждает приказ о демобилизации из батальона, а также Миколай Фризе, с которым в то время были товарищами. Демобилизовались 8.08.1665 г.
Давид родил сына Усана, который потом служил в войске наместником в Хорунгвии Трокской. Женившись, родил 4 сыновей: Давида, Романа, Богдана и Якова, которым завещал земли маёнтка Новосёлки в Минской губернии. О благородном происхождении этих людей свидетельствует декрет, изданный минскими депутатами 31 января 1806 года. В этом документе упоминается многочисленный род.
Трое старших братьев — Давид, Роман и Богдан отказались от своей доли земли в пользу младшего брата Якова и обосновались в другой губернии.
Богдан Усанович имел сыновей, с которыми жил в Завилейском уезде Виленской губернии на арендованных землях.
Хотя их имена не были упомянуты в декрете, они выяснили, что имеют одну фамилию с теми, кто жил в Минской губернии, и являются двоюродными и троюродными братьями.
```
 Указанные имена представляют татар Якубовских, которые, хотя и не отражают их происхождения в полной мере, по той причине, что многие из них, будучи в бедности и не имели маёнтков после предков и не имеют достатка однако, получив свидетельство от семьи — двоюродных и троюродных братьев — они искренне верят в своё родство и происхождение от отцов и дедов. Этот документ подтверждает, что Якубовские всегда пользовались свободами и правами, дарованными шляхте, и сейчас гордятся своей вольностью, подобно другим представителям этого сословия.
```

Многие Якубовские имеют собственные владения, а некоторые живут на арендованных землях, о чём свидетельствуют соответствующие контракты. Предки этой фамилии и их потомки с честью и доблестью служили в войсках, о чём свидетельствует документы(идет перечисление)…
Привилегии, дарованные лучшими королями Польши и Конституцией, а именно Конституцией 1678 года, закрепляют за татарами в княжестве Литовском права и свободы, равные со статусом шляхты. Это было достигнуто благодаря военным заслугам татарского народа. Также король Польши Август Первый в 1713 году, 27 октября, позволил всем татарам гордиться своей достойностью и пользоваться свободами, дарованными шляхте. На основе этих прав и привилегий, а также милости, проявленной царями России, заместитель маршалка губернского и районные депутаты, следуя указаниям 1785 года, признают, что Якубовские сохраняют правила правящего сената Литовской губернии(далее в документе идет перечисление имен и родства)…сыновей Богдана Усановича. Мы признаём татар Якубовских потомками знатной польской шляхты согласно указу Правительствующего Сената от 6 марта 1819 года, и не относим их к другому классу. Это подтверждено родословной, предоставленной депутатской шляхетской Виленской палатой. При этом Декрете была резолюция, что в 1819 году,29 августа Депутаты Литовской губернии слушали просьбу Романа сына Давида Якубовского показывающей, что он происходит из родных и двоюродных братьев Яна имеющего сыновей Якова и Сулеймана, а также двоюродных Давида,Александра и Мустафу, рождённых от отца Александра, от деда Шабана и не меньше Мустафе имеющих сыновей Иосифа,Стефана и Александра от отца Сафара и Александра имеющего Яна,Абрахама(И брагима),Якова, Самуила от отца Байрама от деда Богдана Усановича, как отдаленных незнающих"… И 25 августа 1819 года на основе этой шляхетской Виленской родословной получил своё шляхетское происхождение…